# Czesław Piaskowski
Czesław Piaskowski est un acteur de cinéma et Chef décorateur polonais, né le 13 mai 1903 à Varsovie et mort le 11 mars 1994.

## Filmographie partielle
Chef décorateur
- 1946 : Chansons interdites
- 1947 : La Dernière Étape
- 1949 : D'autres nous suivront
- 1951 : La Jeunesse de Chopin
- 1965 : Le Pharaon

acteur
- 1975 : La Terre de la grande promesse
- 1975 : L'Histoire du péché
- 1973 : La Clepsydre
- 1970 : Le Sel de la terre noire
- 1963 : Milczenie
- 1962 : L'Or de mes rêves
- 1962 : De la veine à revendre
- 1959 : Train de nuit
- 1959 : La Dernière Charge
- 1957 : La Vraie Fin de la guerre
- 1957 : Eva veut dormir
- 1956 : L'ombre
- 1949 : D'autres nous suivront
- 1947 : Chansons interdites